# کونهوند انگلیسی
کونهوند انگلیسی (به انگلیسی: American English Coonhound)، نام یکی از نژادهای سگ است که خاستگاه آن به ایالات متحده آمریکا بازمی‌گردد. قد جنس نر کونهوند انگلیسی ۲۲–۲۷ اینچ (۵۶–۶۹ سانتیمتر) است و قد جنس مادهٔ آن ۲۱–۲۵ اینچ (۵۳–۶۴ سانتیمتر).